# 障礙跑競賽

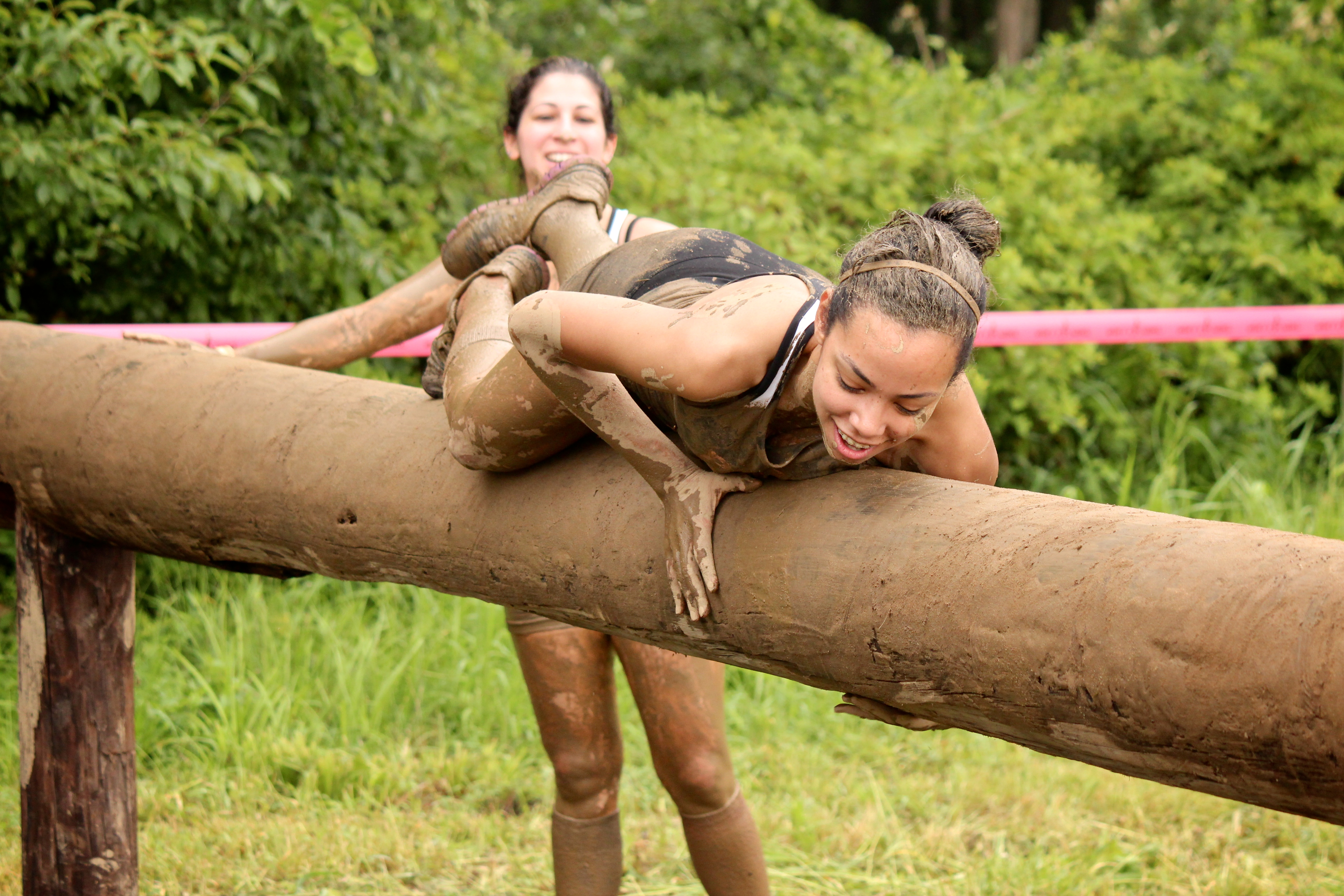
障礙跑參賽者爬過典型的障礙物：横木

障礙跑競賽（Obstacle course racing，簡稱OCR）是一種有許多障礙的体育运动以及體育比賽，運動員以步行方式前進，並且要克服過程中許多障礙以及體能上的挑戰。比賽場地的長度不同，較短的是將各個障礙擺放在鄰近位置的障碍训练，也可是各站分開配置，全長達數公里，結合了跑步、公路跑步、越野跑及山径越野跑元素的競賽。參賽者要越過多個障礙，例如爬牆或是攀爬繩索、攀爬立體格子鐵架、搬運重物前進、穿越水池或泥漿、在鐵絲網下爬行等。
1987年舉行了硬漢耐力賽，之後此一活動受到大眾歡迎，全世界每年進行的障礙跑比賽超過2500個，已有許多組織這類競賽的公司在運作中。

## 歷史

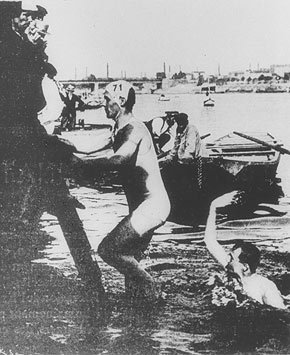
1900年奧運游泳障礙賽

### 早期歷史
在體育競賽中加入障礙物的概念早在十九世紀開始，包括1900年巴黎奥运的男子200公尺游泳障礙比賽，以及在1947年在德國弗赖堡的軍事體能訓練中心舉行，軍事五項中的障碍跑比賽，是第一個正式的陸上障碍跑比賽，這次的比賽只有比利時、荷蘭以及法國參加。自從1950年起，每年會舉辦世界錦標賽，此運動廣為流行，目前共有138個國家參與世界軍人運動會。運動的管理單位国际军事体育理事会（CISM），目前也組織針對海軍以及空軍的五項競賽。

### 現代發展
一般認為硬漢耐力賽（Tough Guy）是最早的當代障礙跑競賽，首次舉行是在1987年。survivalrun也在1980年代末開始在荷蘭出現。這開始於貝爾特魯姆村一個drag hunt路線的設計者，組織了一個徒步越過自然障礙的競賽。目前在荷蘭每年有超過30個survivalrun，結合了自然障礙以及人工障礙，是有組織的業餘者競賽。HiTec Adventure Racing Series（1996年 - 2002年）也是現代障礙跑競賽的早期版本，其中包括了「特殊測試」（由牆、網子所組成的人工障礙）、山地自行車及皮艇（kayaking）。Hi-Tech系列之後有美國的Balance Bar比賽，其中包括了全國的電視轉播賽以及錦標賽。美國的Muddy Buddy比賽是全國性質的障礙跑競賽，由Competitor Group舉辦，從1999年2013年，是第一個導入泥巴項目，移除多餘設備的主要比賽。Muddy Buddy是第一個從歷險賽跑轉型為現今所知障礙跑競賽的比賽。

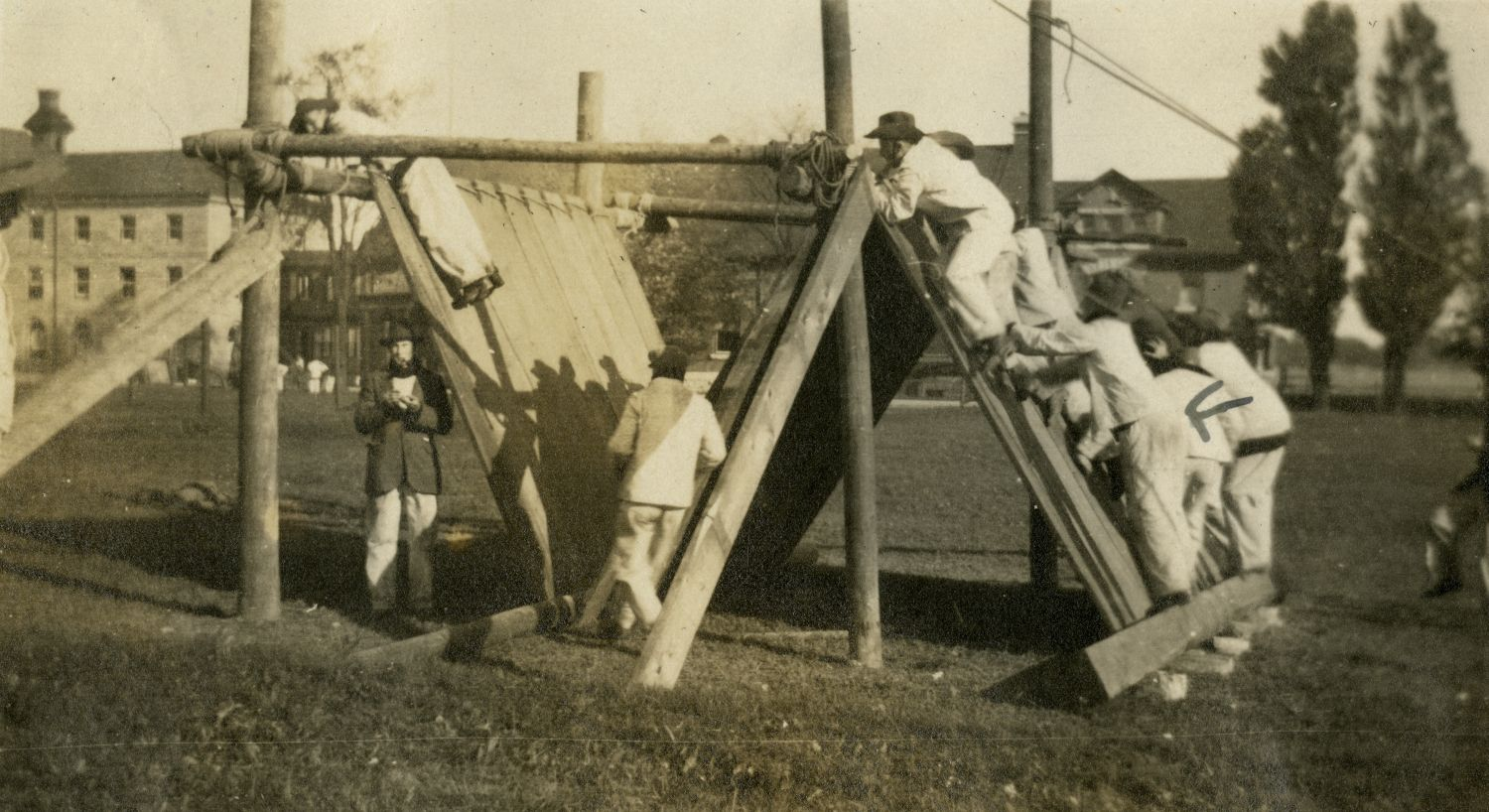
加拿大1971年的軍事障礙跑項目

### 當代的比賽以及變化
目前的障礙跑競賽有許多的變化，適合不同的運動員。像Wolfpack Ninja Tour之類的Ninja race長約50公尺到100公尺，有許多的障礙，需要跑的距離不長。OCR track race一般會在田賽跑道上進行，長度從400公尺到5,000公尺不等。越野賽最短1.6公里，大部的距離在5公里到16公里之間。
較長的耐力賽可能會長到160公里，這類的比賽Spartan Beast、Ultra Beast及Agoge。定時的比賽有World's Toughest Mudder（24小時）、Spartan Ultra World Championships，以及36小時的Agoge。
近來也有許多障礙跑競賽使用充氣式的障礙物，像是英國的GUNG-HO比賽。

### 比賽的發展
Spartan race的創始者Joe De Sena設定了讓這項運動加入奧運項目中的目標，在2014年任命了賽事製作人及電視製作人Ian Adamson投入此一目標。之後在瑞士的洛桑市為基礎，成立了國際體育總會，名為國際障礙跑運動聯合會（ Fédération Internationale de Sport d’Obstacles，簡稱FISO） ，現今的名稱為世界障礙跑協會（World Obstacle），是非營利，以成員為基礎的體育組織，也是障礙跑競賽的唯一國際管理機構。到2022年為止，世界障礙跑協會有在115個國家有國家會員委員會，分佈在非洲、美洲、亞洲和太平洋、歐洲，其中以歐洲為主。世界障礙跑協會在2017年申請國際單項運動總會聯合會（GAISF）的會員資格，目的是希望獲得国际奥林匹克委员会同意，認可障礙跑競賽以及相關比賽為國際的競賽。
值得注意的是世界障礙跑協會沒有成員競賽的組織。身為非營利體育組織，唯一一類的成員是各國的國家委員會（國家級管理機構）。國家委員會的成員是運動員以及以運動員為基礎的組織。品牌以及營利組織不是體育組織的成員，不過在特定情形下可以獲得認可，或是合作。
國際現代五項總會（UIPM）在2017年試著將雷射跑（Laser-run）項目加入障礙跑，想申請為2020年夏季奥林匹克运动会團體混合賽的項目之一，不過沒有成功。
障礙跑競賽首次成為國際綜合運動會的正式項目，是在2019年东南亚运动会。其中有100公尺、400公尺以及5公里的比賽項目。东南亚运动会是由國際奧委會（IOC）和亞洲奧林匹克理事會（OCA）監督的东南亚运动会联盟所管理。

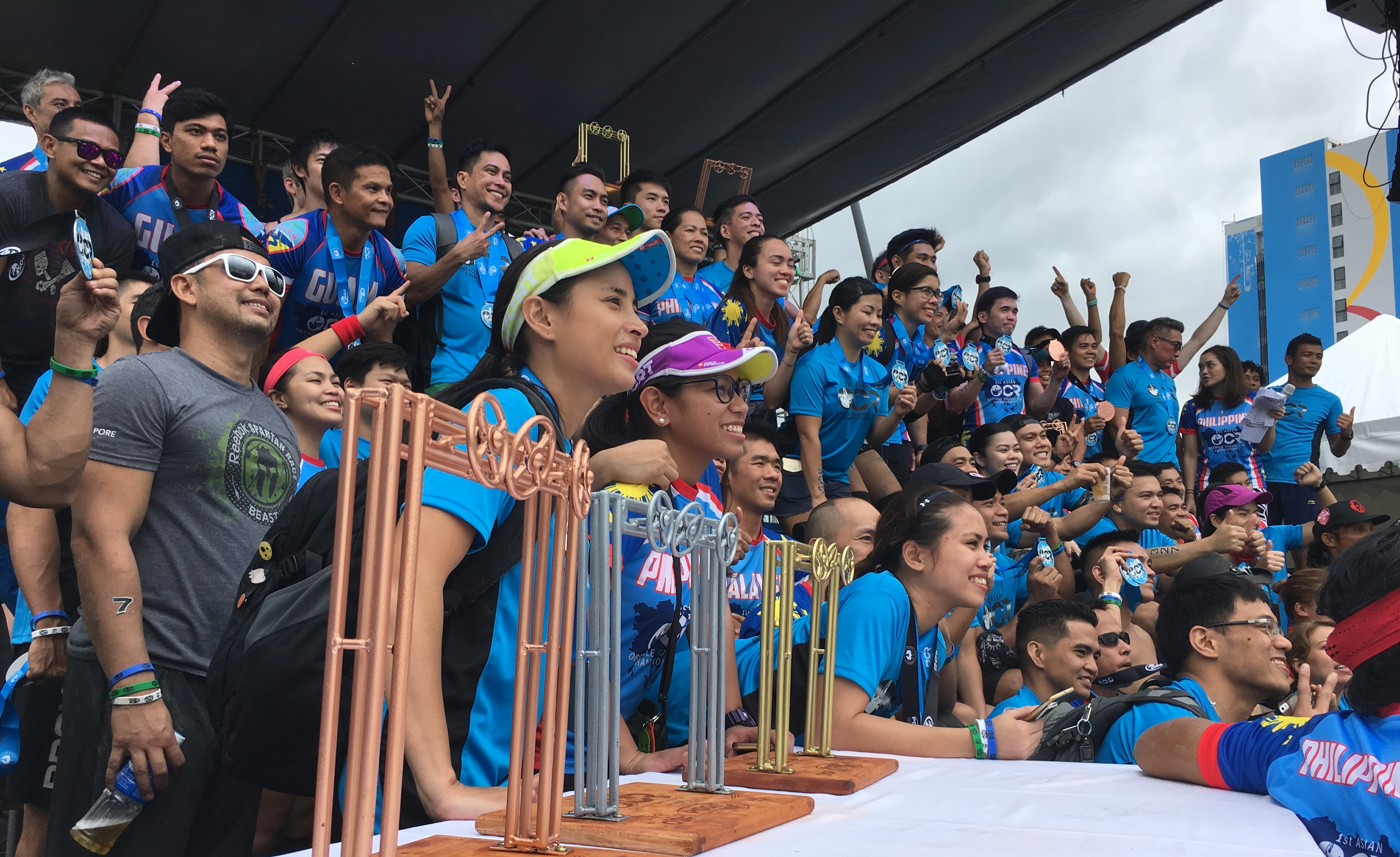
障礙跑競賽亞洲錦標賽的頒獎台

障礙跑競賽以及忍者障礙賽（Ninja，源自日本電視節目極限體能王SASUKE以及國際版本的American Ninja Warrior）在2020年時成為世界障礙跑協會（World Obstacle）裡二個自我管理的運動項目，其管理模式類似水上運動的作法。第一個非商業的忍者障礙賽錦標賽（Ninja World Championships）是2019年在莫斯科舉行的2019年忍者障礙賽錦標賽。
一百公尺標準的障礙跑競賽（曾在东南亚运动会中進行過）首次在歐洲的比賽是2020年波蘭障礙跑錦標賽。此活動在Facebook上有超過八千萬人觀看。

## 延伸閱讀
- . Washington Post.   [February 12, 2012].[]
- . Spartan Conditioning (Articles).   [July 21, 2014].[]
- . Canadian Running. December 15, 2011  [December 22, 2011]. （原始内容存档于April 22, 2012）.